# Stavns Fjord
Stavns Fjord is een fjord aan de noordoostkust van het Deense eiland Samsø, in het Kattegat. Het fjord is bijna cirkelvormig en vormt de grens tussen Noord- en Zuid-Samsø; een smalle landtong, op sommige plaatsen slechts een drietal meter breed, scheidt het fjord van de westkust en van de heide van Nordby.
Het fjord heeft een oppervlakte van circa 20 km² en bevat een aantal eilandjes: midden in het fjord liggen het grootste eiland Hjortholm en de kleinere Karlskold, Mejlesholm, Yderste Holm en Kolderne, in het noordwesten liggen Sværm, Ægholm en Hundsholm en in het zuiden Eskeholm, Brokold en Barnekold. Dit laatste is bij eb toegankelijk indien men erheen wil waden, daar het waterpeil dan slechts op 30 cm staat. Echter zijn de eilandjes niet voor het publiek toegankelijk, omdat ze als vogelreservaten dienstdoen.
De rechterzijde van Stavns Fjord wordt gevormd door het 5 km lange rif Besser Rev

## Natuurreservaat
Stavns Fjord is sinds 1981 een officieel Deens natuurreservaat, met een oppervlakte van 1525 hectare. Reeds in 1926 werd hier een wildreservaat opgericht, en tot op heden zijn de wandelpaden rond het fjord enkel in bepaalde jaargetijden toegankelijk. Sinds 1999 is het hele fjord erkend als een ecologisch waardevol gebied onder de Conventie van Ramsar, waardoor de eilanden niet zonder speciale vergunning toegankelijk zijn. Ook mag men tijdens het broedseizoen niet op het water varen. Langs het dorp Besser groeit een bos langs het fjord, waarvan sommige bomen tot in het water reiken.

## Geschiedenis
Onder de grond zijn er enkele woonplaatsen uit de Ertebøllecultuur aangetroffen. Het Kanhave-kanaal, in 726 door de Vikingen gegraven, verbond Stavns Fjord met het dorp Sælvig aan de westkust; dit is een van de indrukwekkendste bouwprojecten uit de Vikingtijd. Het eilandje Kyholm vóór het uiteinde van Besser Rev was van 1830 tot 1857 een quarantainestation voor schepen die met epidemieën aan boord kampten. Hjortholm Slot is het restant van een middeleeuws kasteel op het grootste eiland van het fjord, Hjortholm. In vroeger tijden was de enige voor grote schepen toegankelijke haven van Samsø het dorpje Langør aan de noordrand van Stavns Fjord, waar de waterdiepte 4 meter is.
In 1986 opende de provincie Århus de Samsø Naturskole in Langør, die uitgebreide informatie omtrent Stavns Fjord verschaft.